# Lý thuyết dòng chảy hai bước trong truyền thông
Lý thuyết dòng chảy hai bước trong truyền thông chỉ ra rằng hầu hết mọi người hình thành quan điểm của họ dưới sự ảnh hưởng của những người dẫn dắt ý kiến (opinion leaders). Những người này tiếp nhận thông tin từ phương tiện truyền thông đại chúng (Mass Media) và truyền tải những thông tin đó dựa trên quan điểm của họ đến công chúng rộng hơn.

## Tổng quan
Lý thuyết này dựa trên một nghiên cứu năm 1940 về ảnh hưởng xã hội nói rằng: hiệu ứng truyền thông được thiết lập gián tiếp thông qua sự ảnh hưởng của những người dẫn dắt ý kiến.

## Ý tưởng
Lý thuyết dòng chảy hai bước trong truyền thông nói rằng hầu hết mọi người không bị ảnh hưởng trực tiếp bởi các phương tiện truyền thông đại chúng mà thay vào đó họ hình thành quan điểm dựa trên việc những người dẫn dắt ý kiến giải thích các nội dung tiếp thị và đưa chúng vào bối cảnh. Những người dẫn dắt ý kiến là những người tiếp xúc đầu tiên với một nội dung truyền thông cụ thể và họ giải thích nó dựa trên ý kiến riêng . Sau đó, họ bắt đầu đưa những quan điểm này thông qua công chúng, trở thành những "người chạy theo xu hướng" (opinion follower). Những "người dẫn dắt ý kiến" này có được ảnh hưởng xã hội của họ thông qua các phương tiện truyền thông cao cấp (elite media) - báo đài,... Trong quá trình này, ảnh hưởng xã hội được tạo ra và được điều chỉnh bởi mục tiêu và quan điểm của từng nhóm truyền thông  "elite media" cụ thể kết hợp với truyền thông đại chúng. Do đó, ảnh hưởng của những quan điểm này sẽ dẫn đến sự thuyết phục xã hội (social persuasion).

## Câu chuyện hình thành lý thuyết
Lý thuyết dòng chảy hai bước trong truyền thông đưa ra giả thuyết rằng các ý tưởng truyền thông sẽ đi từ phương tiện truyền thông đại chúng đến các người dẫn dắt ý kiến và từ những người dẫn dắt ý kiến sẽ truyền đạt ra công chúng lớn hơn. Lý thuyết này đầu tiên được giới thiệu bởi nhà xã hội học Paul Lazarsfeld vào năm 1944 và được xây dựng bởi Elihu Katz và Lazarsfeld vào năm 1955 và đã xuất bản ra sách. Melvin DeFleur và  Sheoron Lowery đã cho rằng cuốn sách này không chỉ là một nghiên cứu báo cáo đơn giản: Đó là một nỗ lực để giải thích nghiên cứu của các tác giả trong khuôn khổ xây dựng các  khái niệm, các vấn đề lý thuyết và các kết quả nghiên cứu được rút ra từ nghiên cứu khoa học. Không giống như mô hình "kim tiêm dưới da" - hypodermic needle mode, coi hiệu ứng truyền thông đại chúng là trực tiếp, mô hình dòng chảy hai bước nhấn mạnh vào yếu tố con người.
Ví dụ, trong truyền thông về khoa học, Matthew Nisbet mô tả việc sử dụng những người dẫn dắt ý kiến làm trung gian giữa các nhà khoa học và công chúng như một cách để tiếp cận công chúng thông qua các cá nhân được đào tạo, gắn bó chặt chẽ hơn với cộng đồng của họ, như "giáo viên, doanh nghiệp lãnh đạo, luật sư, nhà hoạch định chính sách, lãnh đạo khu phố, sinh viên và các chuyên gia truyền thông". Ví dụ về các sáng kiến áp dụng phương pháp này bao gồm Đại sứ Khoa học & Kỹ thuật, được tài trợ bởi Viện Hàn lâm Khoa học Quốc gia và Câu lạc bộ Tăng cường Khoa học, được điều phối bởi Trung tâm Giáo dục Khoa học Quốc gia.
Theo Lazarsfeld và Katz, thông tin truyền thông đại chúng được truyền tới "quần chúng" thông qua sự lãnh đạo ý kiến. Những người có quyền truy cập nhiều nhất vào phương tiện truyền thông và có hiểu biết sâu sắc hơn về nội dung được truyền tải, sau đó họ giải thích và phổ biến nội dung cho người khác.
Dựa trên giả thuyết dòng chảy hai bước trong truyền thông, thuật ngữ "ảnh hưởng cá nhân" (Personal Influence) đã minh họa quá trình can thiệp giữa thông điệp trực tiếp của truyền thông và phản ứng của khán giả đối với thông điệp đó. Những người dẫn dắt ý kiến có xu hướng tương tự như những người mà họ ảnh hưởng đến quan điểm của họ dựa trên tính cách, sở thích, nhân khẩu học hoặc các yếu tố kinh tế xã hội. Những người dẫn dắt này này có xu hướng ảnh hưởng đến người khác để thay đổi thái độ và hành vi của họ. Lý thuyết hai bước này đã tinh chỉnh khả năng dự đoán các thông điệp truyền thông ảnh hưởng đến hành vi của khán giả và giải thích lý do tại sao các chiến dịch truyền thông nhất định không làm thay đổi thái độ của khán giả.

## Những phản biện xoay quanh lý thuyết
Lý thuyết dòng chảy hai bước trong truyền thông tạo ra tranh cãi với lý thuyết dòng chảy một bước (One-step flow of communication - Hypodermic Needle Model) và lý thuyết dòng chảy đa bước (Multi-step flow of communication). Với lý thuyết dòng chảy một bước họ ứng dụng cơ sở dữ liệu khổng lồ để tạo và gửi các thông điệp đến trực tiếp từng cá nhân. Nhưng từ khi xuất hiện mạng xã hội, người dùng họ tiếp nhận và theo dõi thông tin qua những người nổi tiếng trên đây, chứng minh lý thuyết cho dòng chảy hai bước. Tuy nhiên lại có những ý kiến cho rằng truyền thông không chỉ đơn giản là một hay hai bước, mà là dòng chảy gồm nhiều tầng thông tin phức tạp hơn dựa trên cấu trúc mạng lưới riêng biệt.

## Tác giả của lý thuyết
Paul Felix Lazarsfeld: Ông là một trong những người đầu tiên tham gia nghiên cứu về truyền thông, là người đầu tiên giới thiệu đến công chúng về sự khác biệt giữa nghiên cứu hành chính (administrative research) và nghiên cứu phản biện (critical research). Dựa vào quan điểm nghiên cứu của mình, ông tìm hiểu về việc bầu cử tổng thống năm 1940 và cho xuất bản cuốn sách có tên "The People's Choice" . Trong quá trình nghiên cứu, ông nhận thấy rằng quá trình tâm lý và diễn biến xã hội có ảnh hưởng đến quyết định bầu cử tổng thống, cụ thể sự ảnh hưởng này là đến từ "sự dẫn dắt ý kiến" (opinion leadership). Từ đó ông kết luận rằng thông tin từ truyền thông đại chúng (mass media) phải đi qua những người dẫn dắt ý kiến (opinion leaders) trước sau đó mới tới công chúng, và ông bắt đầu gọi đó là lý thuyết dòng chảy hai bước trong truyền thông (two-flow step of communication).
Elihu Katz: Ông là chuyên gia giảng dạy về truyền thông tại Đại học Pennsylvania, năm 1955 ông bắt tay hợp tác cùng Lazarsfeld. Họ cùng nghiên cứu trong việc quan sát dòng chảy thông tin tại điểm chạm của truyền thông đại chúng (mass communication) với truyền thông giữa các cá nhân (interpersonal communication), từ đó cho ra mắt cuốn sách "Personal Influence" .
"Hình ảnh truyền thống về truyền thông đại chúng cần phải tạo thêm vị trí cho yếu tố "con người", vì đây chính là yếu tố can thiệp giữa các kích thích của truyền thông và ý kiến, giữa quyết định và hành động".— Paul Felix Lazarsfeld & Elihu Katz

## Phát triển hình thức Marketing từ lý thuyết
Sau khi công bố lý thuyết dòng chảy hai bước trong truyền thông thì trong cuốn sách "Personal Influence" của Lazarsfeld, Elihu Katz, 1955 họ đã đề cập đến vấn đề ảnh hưởng xã hội của các cá nhân đặc biệt.  Những người này được gọi là người dẫn dắt ý kiến (sẽ đề cập ở mục kế tiếp), họ có tầm ảnh hưởng đến một số nhóm. Tận dụng sự ảnh hưởng đó mà những nhà tiếp thị sẽ truyền tải thông điệp truyền thông tới những người này sau đó những người dẫn dắt ý kiến sẽ truyền lại cho cộng đồng. Và hình thức truyền thông này được gọi là Influencer Marketing – Marketing người có ảnh hưởng.
Những người thực hiện công việc quảng cáo đã sử dụng những người nổi tiếng và có tầm ảnh hưởng trong một lĩnh vực như là một cách để tăng độ nhận diện hay cải thiện nhận thức về thương hiệu, bởi vì những khách hàng tiềm năng thường có xu hướng tin tưởng thần tượng của họ và đôi khi được truyền cảm hứng bởi những người này.
Một ví dụ: Một thương hiệu nước uống tăng lực vừa tung ra một loại nước uống mới. Họ muốn truyền tải thông điệp truyền thông là: "Perfect boost for busy woman". Để truyền tải thông điệp đó họ sử dụng Email Marketing, các loại quảng cáo bằng màn hình, và đương nhiên họ tổ chức một sự kiện và mời người có tầm ảnh hưởng đó là những nữ Bloger bận rộn trong cuộc sống sẽ kể về cuộc sống bận rộn hàng ngày dĩ nhiên trong câu chuyện sẽ có hình ảnh nước tăng lực.

## Marketing truyền miệng (Word of Mouth Marketing)

### Khái niệm:
Tiếp thị truyền miệng (Word of Mouth Marketing) là khi người tiêu dùng quan tâm đến sản phẩm hoặc dịch vụ của công ty và  phản ánh chúng trong các cuộc đối thoại hàng ngày của họ. Về cơ bản, đây là hình thức quảng cáo miễn phí thông qua trải nghiệm của khách hàng và đem lại sự tin tưởng cao hơn về hình ảnh của sản phẩm trong mắt khách hàng.

### Vai trò của lí thuyết dòng chảy hai bước trong truyền thông:
Quy trình của Marketing truyền miệng dựa vào các dòng chảy thông tin giữa những người dẫn dắt (opinion leader) và những người chạy theo xu hướng (opinion follower). Cho dù tích cực hay tiêu cực thì những dòng chảy thông tin đó luôn đóng vai trò quan trọng trong quy trình này.
Có hai bước của những dòng chảy thông tin này: (1) Từ các phương tiện truyền thông đại chúng đến những người dẫn dắt ý kiến, (2) Từ những người dẫn dắt ý kiến đến những người đi theo xu hướng. Vì vậy những người dẫn dắt ý kiến trở thành người trung gian giữa truyền thông đại chúng và khách hàng.

## Người dẫn dắt ý kiến (Opinion Leader)

### Khái niệm
Người dẫn dắt ý kiến (opinion leader) là người có kiến thức và am hiểu nhất định trong lĩnh vực của mình, họ được tín nhiệm bởi các nhóm lợi ích có liên quan và có sức ảnh hưởng đáng kể đối với hành vi người tiêu dùng. Họ lãnh đạo, dẫn dắt cho một nhóm nhất định và là người cung cấp thông tin chi tiết cho những người hoạt động ít ảnh hưởng hơn trong nhóm. Nhưng có một điều lưu ý rằng, người dẫn dắt ý kiến là một người có tầm ảnh hưởng hưởng cho nhóm trong cùng lĩnh vực hoặc cùng quan điểm hoạt động, chứ không phải cho tất cả.

### Vai trò
Theo lý thuyết của Katz và Paul cho rằng "Dòng chảy của các thông điệp truyền thông từ đài phát thanh và báo chí khi đến người dẫn dắt ý kiến và sau đó người dẫn dắt ý kiến truyền các thông điệp đến những người hoạt động ít ảnh hưởng hơn trong cộng đồng". Họ đóng vai trò là trung gian trong việc truyền thông điệp từ truyền thông đại chúng đến nhóm cộng đồng mà họ có sức ảnh hưởng, bởi vì họ là người được lựa chọn và tin tưởng bởi có thành tựu và kiến thức, nên thông điệp mà họ truyền tải đạt độ tin cậy cao từ nhóm mà họ ảnh hưởng tới.
Thông qua việc chuyển đổi thông điệp này, người dẫn dắt ý kiến có thể thêm ý kiến của họ về nội dung thực tế có thể ảnh hưởng đến nhóm cộng đồng của mình như thế nào. Trong một số trường hợp, người dẫn dắt ý kiến cần lọc nội dung thực tế để đảm bảo thông tin cần thiết cho nhóm cộng đồng của họ.

## Bài đọc thêm
Lý thuyết dòng chảy đa bước trong truyền thông - Multi-step flow of communication
Tiếp thị truyền miệng
Marketing người có ảnh hưởng

## Danh sách tham khảo
1. ↑  Nội dung truyền thông là những thông điệp, nội dung mô tả về sản phẩm hay tính cách thương hiệu mà doang nghiệp muốn truyền tải vào trong tâm trí khách hàng
2. ↑  Staubhaar, LaRose, Davenport (ngày 29 tháng 9 năm 2008). Media now: Understanding media, culture, and technology. Wadsworth, Wadsworth Cengage Learning. ISBN 978-0-495-56595-6.{{Chú thích sách}}:  Quản lý CS1: nhiều tên: danh sách tác giả (liên kết)
3. 1 2  Katz, Elihu; Lazarsfeld, Paul F.; Roper, Elmo (ngày 12 tháng 7 năm 2017). Personal Influence: The Part Played by People in the Flow of Mass Communications. ISBN 9781351500197.
4. ↑  Lazarsfeld, Paul Felix; Berelson, Bernard; Gaudet, Hazel (1968). The People's Choice: How the Voter Makes up His Mind in a Presidential Campaign. ISBN 0231085834.
5. ↑  "Two-step flow model of communication". {{Chú thích web}}: |tên= thiếu |tên= (trợ giúp)
6. ↑  Sammis, Kristy; Lincoln, Cat; Pomponi, Stefania (ngày 20 tháng 11 năm 2015). Influencer Marketing for Dummies. ISBN 9781119113928.
7. ↑  Kenton, Will (ngày 29 tháng 3 năm 2020). "Word-of-Mouth Marketing: Meaning and Uses in Business". Investopedia.
8. ↑  Batra, Satish K.; Kazmi, S. H. H. (2009). Consumer Behaviour-2nd. ISBN 9788174466440.
9. ↑  "Two Step Flow Theory". ngày 6 tháng 7 năm 2012.